# Championnat de Belgique de baseball
 (février 2022).
Si vous disposez d'ouvrages ou d'articles de référence ou si vous connaissez des sites web de qualité traitant du thème abordé ici, merci de compléter l'article en donnant les références utiles à sa vérifiabilité et en les liant à la section « Notes et références ».
Pour les articles homonymes, voir Championnat de Belgique.
Le championnat de Belgique de baseball de Division 1 rassemble les 12 meilleurs clubs de baseball belge (depuis 2022)sous l'égide de la  Fédération Royal Belge de Baseball et de Softball.
Le championnat se dispute selon un calendrier estival, du printemps à l'automne. La Division 1 est divisé en 2 groupes qui s'affrontent en 20 matchs, puis on réorganise les groupes avec les 6 meilleurs qui jouent 20 matchs pour déterminer les 2 équipes qui joueront les Belgian Series Baseball et les 6 autres qui jouent 20 matchts pour déterminer les 2 équipes qui seront relèguées en 2e Division (BD2).
Les champions de 2023 ont été qualifiés en Coupe d'Europe de baseball de la CEB et les vice-champions ont pris part à la Baseball Federation Cup, phase qualificative pour la Coupe d'Europe de la CEB,. En 2025, les champions et vices champions ont tous les deux accédé à la coupe d'Europe de la CEB,. L'accès d'équipes Belges à ces compétitions européennes ne dépend de la performance de ces équipe durant le championnat de Belgique de baseball, elle dépend chaque année de la performance des équipes Belges l'année passée dans ces compétition européennes. Cependant, le choix d'équipe dans ces compétitions est donné à la fédération Belge de baseball, donc le résultat du championnat de Belgique permet indirectement de qualifier pour ces compétitions européennes.

## Histoire
Ouverture de la saison 2010 le 10 avril. Le nombre de clubs participant passe de huit à sept. 
Le championnat retrouve huit clubs en 2011.
Durant la saison 2020, 6 clubs s'opposent pour le titre.
À partir de la saison 2022, 12 équipes s'opposent en pour le titre : les 12 équipes sont divisées en 2 groupes qui se réoganisent par après 20 matchs  pour former un groupe formé des 6 meilleurs et un autre formé des 6 équipes restantes.

## Participants (2024)
- Hoboken Pioneers
- Brasschaat Braves
- Deurne Spartans
- Namur Angels
- Borgerhout Squirrels
- Mont-Saint-Guibert Phoenix
- Merchtem Cats

## Palmarès
- 1947 : General Motors
- 1948 : General Motors
- 1949 : General Motors
- 1950 : Luchtbal
- 1951 : Spalding Kendalls
- 1952 : GM Giants
- 1953 : Brussels Senators
- 1954 : Spalding Haecht
- 1955 : Borgerhout Squirrels
- 1956 : Luchtball Greys
- 1957 : Borgerhout Squirrels
- 1958 : Brussels Senators
- 1959 : Brussels Senators
- 1960 : Berchem Cristals
- 1961 : Luchtball Greys
- 1962 : Pioneers
- 1963 : Luchtbal Greys
- 1964 : Luchtbal Greys
- 1965 : Luchtbal Greys
- 1966 : Luchtbal Greys
- 1967 : Luchtbal Greys
- 1968 : Luchtbal Greys
- 1969 : Brasschat Braves
- 1970 : Pioneers
- 1971 : Luchtbal Greys
- 1972 : Luchtbal Greys
- 1973 : Luchtbal Greys
- 1974 : Luchtbal Greys
- 1975 : Luchtbal Greys
- 1976 : Luchtbal Greys
- 1977 : Luchtbal Greys
- 1978 : Luchtbal Greys
- 1979 : Luchtbal Greys
- 1980 : Berchem
- 1981 : Berchem
- 1982 : Berchem
- 1983 : Antwerp Eagles
- 1984 : Antwerp Eagles
- 1985 : Antwerp Eagles
- 1986 : Antwerp Eagles
- 1987 : Antwerp Eagles
- 1988 : Antwerp Eagles
- 1989 : Luchtbal Greys
- 1990 : Luchtbal Greys
- 1991 : Antwerp Eagles
- 1992 : Brasschat Braves
- 1993 : Brasschat Braves
- 1994 : Brasschat Braves
- 1995 : Brasschat Braves
- 1996 : Brasschat Braves
- 1997 : Brasschat Braves
- 1998 : Namur Angels
- 1999 : Brasschat Braves
- 2000 : Mortsel Stars
- 2001 : Brasschat Braves
- 2002 : Brasschat Braves
- 2003 : Brasschat Braves
- 2004 : Brasschat Braves
- 2005 : Royal Greys
- 2006 : Royal Greys
- 2007 : Royal Greys
- 2008 : Royal Greys
- 2009 : Hoboken Pioneers
- 2010 : Hoboken Pioneers
- 2011 : Hoboken Pioneers
- 2012 : Hoboken Pioneers
- 2013 : Brasschaat Braves
- 2014 : Borgerhout Squirrels
- 2015 : K. Deurne Spartans
- 2016 : K. Deurne Spartans
- 2017 : Borgerhout Squirrels
- 2018 : K. Deurne Spartans
- 2019 : K. Deurne Spartans
- 2021 : Hoboken Pioneers
- 2022 : Hoboken Pioneers
- 2023 : Deurne Spartans